# Asahi, Mie
Asahi (朝日町 Asahi-chō) là thị trấn thuộc huyện Mie, tỉnh Mie, Nhật Bản. Tính đến ngày 1 tháng 10 năm 2020, dân số ước tính thị trấn là 11.021 người và mật độ dân số là 1.800 người/km2. Tổng diện tích thị trấn là 5,99 km2.

## Địa lý

### Đô thị lân cận
- Mie
  - Yokkaichi
  - Kuwana
  - Kawagoe